# Ashland (Oregon)
Ashland ist eine kleine Stadt im Süden des US-Bundesstaates Oregon. Sie liegt südlich von Medford an der Interstate 5 in Jackson County nahe der Grenze zu Kalifornien. Die Stadt hat 21.360 Einwohner (Stand Volkszählung 2020) auf einer Fläche von 16,83 km².
Über die Grenze hinaus bekannt geworden ist Ashland aufgrund des in jedem Sommer stattfindenden Ashland Shakespeare Festival, bei dem in mehreren dazugehörigen Theatern und Bühnen die Werke Shakespeares und anderer in Kooperation mit berühmten internationalen Künstlern aufgeführt werden.
Ashland ist Sitz der Southern Oregon University.
In Ashland starten viele Wanderrouten durch die Siskiyou Mountains und Raftingtouren auf dem Klamath River. Der nahegelegene Mount Ashland ist ein hervorragendes Skigebiet, durch das benachbarte Cascade-Siskiyou National Monument führt der Pacific Crest Trail. Aufgrund der vielen Wälder ist die Gegend um Ashland stark waldbrandgefährdet.
In Ashland existieren gut ausgebaute Fuß- und Radwege und viele Parks. Das kulturelle Angebot der Stadt hat im Gegensatz zu anderen Orten in der Umgebung einen schon eher europäischen Charakter.
Die steuerlichen Belastungen und Sonderfinanzierungen (Food-Tax) sind für die Einwohner höher als in den umgebenden Städten. Dies hat zur Folge, dass es kaum „arme“ Einwohner gibt. Wer Geld hat und es sich leisten will (und kann), zieht nach Ashland.

## Demografie
Nach der Volkszählung im Jahr 2000 lebten hier 19.522 Menschen; es wurden 8537 Haushalte und 4481 Familien gezählt. Die Bevölkerungsdichte betrug 1.60 Einwohner pro km². Es wurden 9050 Wohneinheiten erfasst. Ethnisch betrachtet setzte sich die Bevölkerung zusammen aus 91,55 % weißer Bevölkerung, 0,60 % Afroamerikanern, 1,02 % amerikanischen Ureinwohnern, 1,87 % Asiaten, 0,13 % Bewohnern aus dem pazifischen Inselraum und 1,71 % aus anderen ethnischen Gruppen; 3,11 % gaben die Abstammung von mehreren Ethnien an. 3,56 % der Einwohner waren spanischer oder lateinamerikanischer Abstammung.
Von den 8537 Haushalten hatten 25,3 % Kinder oder Jugendliche, die mit ihnen zusammen lebten. 37,4 % waren verheiratete, zusammenlebende Paare, 11,7 % waren allein erziehende Mütter und 47,5 % waren keine Familien. 33 % bestanden aus Singlehaushalten und in 10,9 % lebten Menschen im Alter von 65 Jahren oder darüber. Die durchschnittliche Haushaltsgröße betrug 2,14, die durchschnittliche Familiengröße 2,72 Personen.
Die Bevölkerung verteilte sich auf 18,8 % unter 18 Jahren, 17,5 % von 18 bis 24 Jahren, 23,3 % von 25 bis 44 Jahren, 25,5 % von 45 bis 64 Jahren und 14,8 % von 65 Jahren oder älter. Das durchschnittliche Alter (Median) betrug 38 Jahre. Auf 100 weibliche Personen kamen 85,6 männliche Personen und auf 100 Frauen im Alter von 18 Jahren oder darüber kamen 82,7 Männer.
Das jährliche Durchschnittseinkommen eines Haushalts (Median) betrug 32.670 US-$, das Durchschnittseinkommen einer Familie 49.647 $. Männer hatten ein Durchschnittseinkommen von 36.825 $, Frauen 30.632 $. Das Pro-Kopf-Einkommen betrug 21.292 $. Unter der Armutsgrenze lebten 12,5 % der Familien und 19,6 % der Einwohner.
In den Jahren 2000 bis 2005 sanken die Einschulungszahlen der Grundschulen um 16 %, worauf innerhalb von zwei Jahren zwei Grundschulen geschlossen wurden: Die Briscoe Elementary wurde 2003 geschlossen, die Lincoln Elementary 2005.

## Geschichte
Der National Park Service führt für Ashland 58 Bauwerke und Stätten im National Register of Historic Places an (Stand 15. Januar 2019), darunter das Ashland Springs Hotel.

## Persönlichkeiten

### Söhne und Töchter der Stadt
- Don Barclay (* 26. Dezember 1892; † 16. Oktober 1975 in Palm Springs, Kalifornien), Schauspieler
- Peter Hollens (* 4. März 1980), Sänger
- Clara Honsinger (* 1997), Radrennfahrerin
- Collin Malcolm (* 1997), Basketballspieler